# Javi Venta
Javi Rodríguez Venta, dit Javi Venta, né le 13 décembre 1975 à Pola de Siero (commune de Siero), est un footballeur espagnol évoluant au poste de défenseur au Brentford Football Club.

## Biographie
Javi Venta joue principalement en faveur du club de Villarreal.
Il dispute plus de 200 matchs en 1re division espagnole et inscrit un but dans ce championnat.

## Palmarès
- Villarreal CF
  - Vainqueur de la Coupe Intertoto (2) : 2003, 2004